# Чемпионат мира по бобслею и скелетону 1998
50-й чемпионат мира по бобслею и скелетону прошёл с 5 по 6 февраля в 1998 году в Санкт-Морице (Швейцария). Этот чемпионат был примечателен тем, что проводился в год Олимпиады, так как соревнования у мужчин по скелетону не были включены в программу Зимних Олимпийских игр 1998.

## Скелетон

### Соревнования у мужчин
| Место | Спортсмен      | Страна    | Итоговый результат |
| ----- | -------------- | --------- | ------------------ |
|       | Вилли Шнайдер  | Германия  | 4:29.59            |
|       | Элаин Вики     | Швейцария | + 1.19             |
|       | Феликс Полетти | Швейцария | + 1.29             |

## Медальный зачёт
| Место | Страна    | Золото | Серебро | Бронза | Всего |
| ----- | --------- | ------ | ------- | ------ | ----- |
| 1     | Швейцария | 0      | 1       | 1      | 2     |
| 2     | Германия  | 1      | 0       | 0      | 1     |